# Woudsend

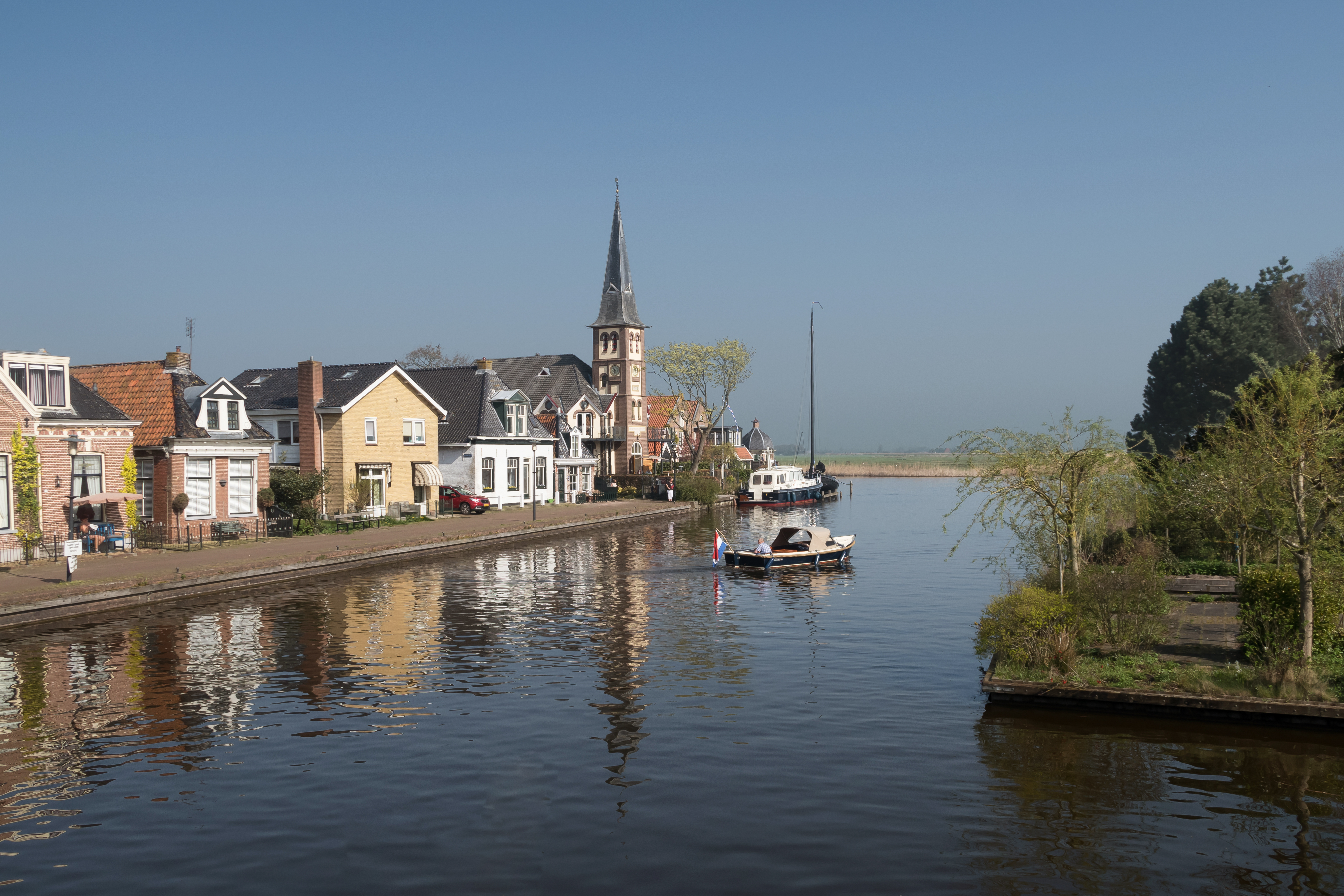
Blick auf die Ortschaft Woudsend

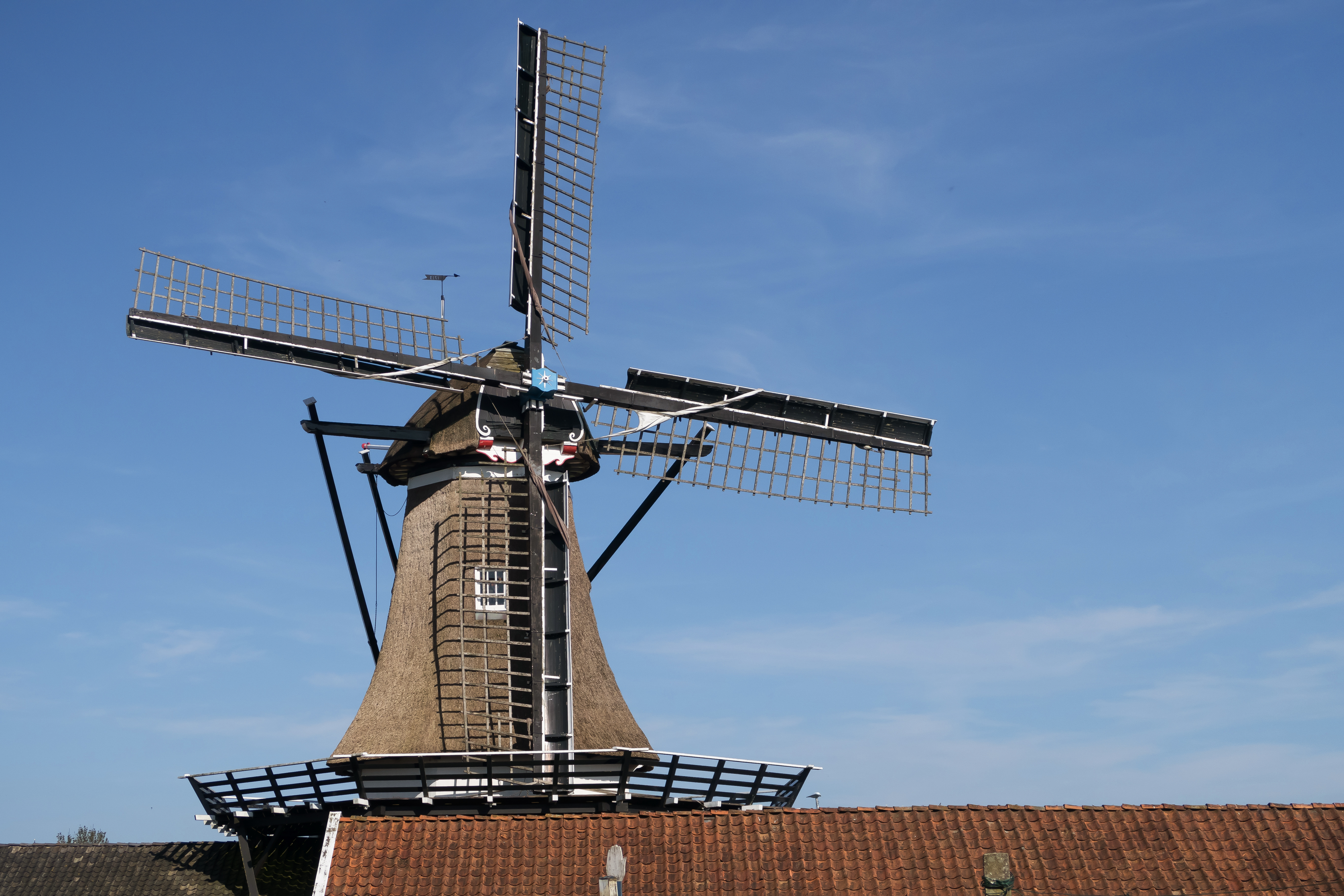
Mühle: houtzaagmolen de Jager

Woudsend (westfriesisch Wâldsein) ist ein Ort in der Gemeinde Súdwest-Fryslân, vormals Wymbritseradiel in der niederländischen Provinz Friesland. Die Einwohnerzahl liegt bei 1365 (Stand: 1. Januar 2024).

## Lage
Der Ort liegt an der Kreuzung mehrerer Wasserwege. Die Ie bildet die Verbindung zum nahegelegenen Sleatemer Mar im Süden, der Wâldseinder Rakken verbindet den Ort mit dem westlich liegenden Hegemer Mar und dem Ort Heeg. Im Norden ist Woudsend durch den Nauwe Wimerts mit den Orten IJlst und Sneek verbunden, nach Osten bildet der Wellesleat eine Verbindung zum Koevorder Meer und dem Prinses-Margriet-Kanal.
Woudsend liegt nahe der N354, die als Hauptstraße Sneek und Lemmer miteinander verbindet.

## Geschichte
Ursprünglich ist Woudsend eine landwirtschaftliche Siedlung im Gebiet der Gemeinde Ypecolsga. Die selbstständige Entwicklung als Dorf geht etwa auf das Jahr 1000 zurück. Im Jahr 1337 wird Woudsend erstmals urkundlich erwähnt. In diesem Jahr wurde hier ein Karmeliterkloster gegründet. Seine Entwicklung als Handels- und Schifffahrtszentrum hat der Ort seiner günstigen Lage an zentralen Wasserwegen zu verdanken. Die Woudsender Ee lag auf der Strecke von der Zuiderzee (IJsselmeer) nach Sneek und IJlst sowie Leeuwarden. Seine Blütezeit hatte der Ort im 18. und 19. Jahrhundert. 1749 gab es 734 Einwohner, von denen mehr als ein Drittel in der Fischerei und Schifffahrt beschäftigt waren. Um 1750 hatten etwa 25 bis 30 Seeschiffe Woudsend als Heimathafen.  Im Jahr 1825 sterben 17 Leute bei einer Überflutung, im darauffolgenden sterben über 100 Leute der Gemeinde bei einer Hochwasserkatastrophe (insgesamt 4000 in Friesland). 1840 hatte der Ort 1200 Einwohner und 1890 wohnten hier 1400 Menschen. Heute ist Woudsend ein Standort für Wassersport. Viele Boote kommen auf dem Weg von Lemmer und Sloten zum Hegemer Mar und nach Sneek hier vorbei.

## Sehenswürdigkeiten
- Karmeliterkirche
- St. Michaelskirche

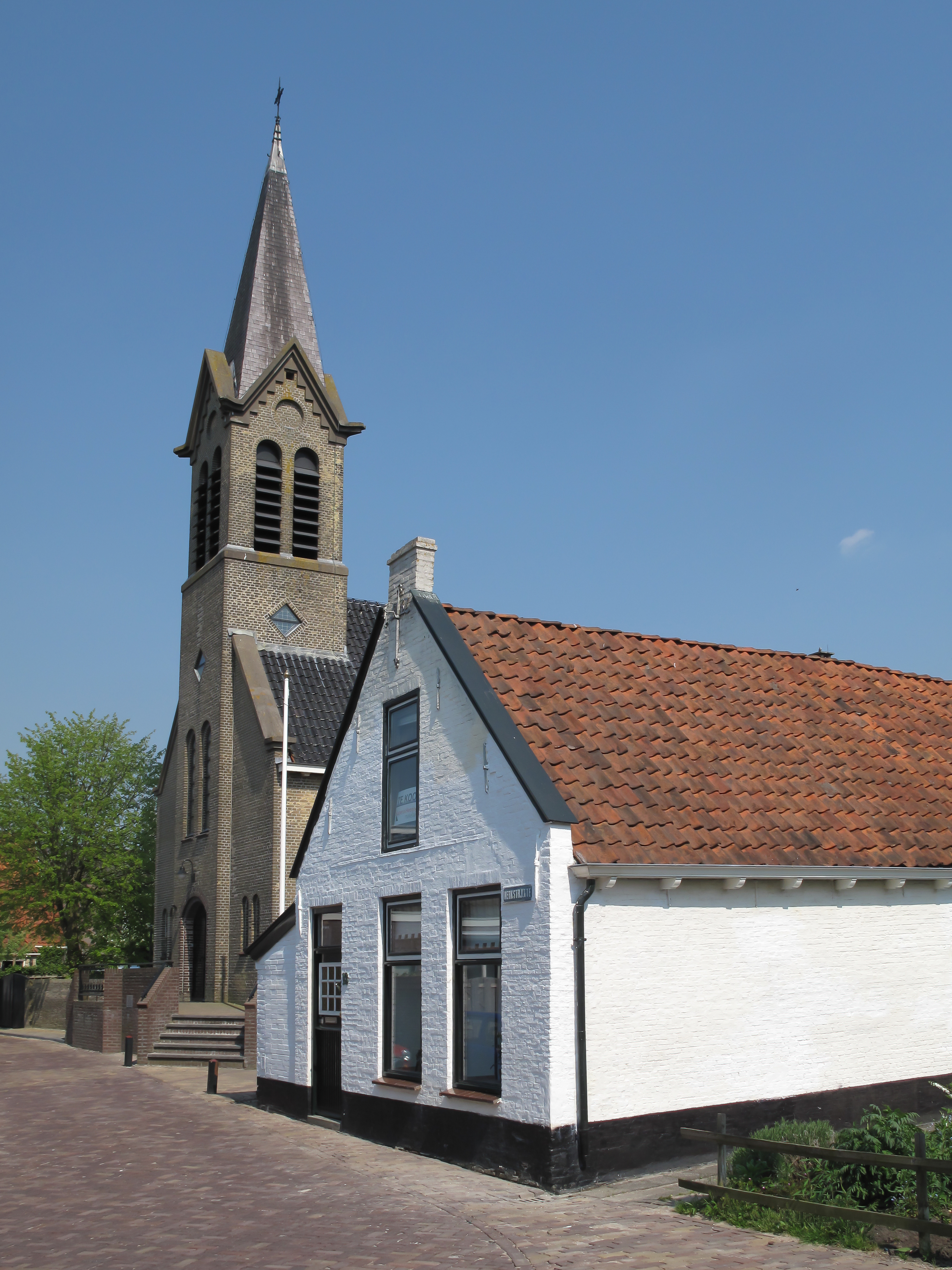
St-Michaelskirche

- Die ehemals Reformierte Kirche; inzwischen umgebaut zu einem Wohnhaus
- Die ehemalige Mennonitenkirche (Doopgezinde Kerk); beherbergt seit mehr als 30 Jahren ein Restaurant; nur noch einmal jährlich am 1. Advent ein Gottesdienst
- Die Holzsägemühle De Jager
- Die Getreidemühle Het Lam

## Events
- Alle zwei Jahre finden in Woudsend die Friese Sleepbootdagen statt, eine Veranstaltung mit historischen Schleppern.

## Persönlichkeiten
- Otto de Boer (1797–1856), Kirchen-, Porträt- und Genremaler